# Serge Cockburn
Serge Cockburn (* 1. Februar 1990 in New South Wales) ist ein australischer Schauspieler, der vor allem durch seine Rolle des Mikey Dundee aus dem Film Crocodile Dundee in Los Angeles bekannt ist, wo er den Sohn der Titelfigur Michael J. „Crocodile“ Dundee (gespielt von Paul Hogan) mimt.

## Leben
Serge Cockburn wurde im Jahre 1990 als Sohn des renommierten Autors, Journalisten und Fernsehkommentators George Negus und seiner Lebensgefährtin Kristy Cockburn, die ebenfalls als Journalistin aber auch als Fotografin und Künstlerin tätig ist, im australischen Bundesstaat New South Wales geboren, wo er auch aufwuchs. Zusammen mit seinen Eltern und seinem älteren Bruder Ned wohnte er auf einer kleinen Farm nahe der Kleinstadt Bellingen an der Nordküste des Bundesstaates. Durch seinen fußballbegeisterten Vater, der einst selbst für den australischen Fußballverband arbeitete, kam auch Serge Cockburn in Kontakt mit dem Fußballsport, den er jahrelang ausübte, dabei aber stets auf Amateurlevel spielte. Durch eine Annonce in einer lokalen Zeitung fanden Serge Cockburns Eltern heraus, dass die ebenfalls lokale Produktionsfirma Bungalow Productions einen Jungen suche, der in einem neuen Film an der Seite des oscarnominierten Paul Hogan dessen Sohn spielen soll. Nach einem Home Video, das die Eltern von ihrem Sohn drehten, der darauf seinem Großvater etwas über eines seiner Haustiere erzählte, und danach an die Produktionsfirma schickten, konnte Serge Cockburn überzeugen und wurde bald darauf für den Film, der zum Großteil in L.A. aber auch in anderen Städten der USA oder Australiens gedreht wurde, gebucht. Der Film spielte daraufhin allein in den Vereinigten Staaten mehr als 25 Millionen US-Dollar ein, kam aber bei einigen Kritikern nicht gut weg und wurde unter anderem sogar mit einer Goldenen Himbeere für die schlechteste Neuverfilmung oder Fortsetzung nominiert. Das einzige Lob der meisten Kritiker fiel allerdings für den jungen Cockburn aus, wie auch Michael O’Sullivan in der Washington Post vom 20. April 2001 schreibt, der die Leistungen der anderen Schauspieler kritisiert und den Film als billig bezeichnet. Bei seinem Casting zum Film konnte er vor allem die Besetzungschefin Maura Fay, die noch im gleichen Jahr der Premiere 43-jährig verstarb, überzeugen, wie Simon Wincer, der Regisseur des Films, später meinte. Bereits im Jahr darauf wurde der reptilienliebende Serge Cockburn bei der Vergabe der Young Artist Awards in Studio City, Kalifornien für einen Young Artist Award in der Kategorie „Best Performance in a Feature Film – Supporting Young Actor“ nominiert, konnte sich in dieser Kategorie allerdings nicht gegen Jake Thomas von Steven Spielbergs A.I. – Künstliche Intelligenz durchsetzen. Im Jahr nach seiner Nominierung war Cockburn auch noch in der australischen Produktion Danny Deckchair zu sehen, wo er eine eher unwesentliche Nebenrolle als Max Pike übernahm. Während seiner aktiven Zeit als Schauspieler war er zumeist bei der Talentagentur International Casting Service & Associates Pty Ltd. mit Sitz in Darlinghurst, einem östlichen Vorort von Sydney, engagiert.

## Filmografie
- 2001: Crocodile Dundee in Los Angeles
- 2003: Danny Deckchair

## Nominierungen
- 2002: Young Artist Award in der Kategorie „Best Performance in a Feature Film – Supporting Young Actor“ für sein Engagement in Crocodile Dundee in Los Angeles[3]